# Maksim Sniegiriow
Maksim Sniegiriow (ros. Максим Снегирёв, ur. 12 czerwca 1987 roku w Moskwie) – rosyjski kierowca wyścigowy.

## Kariera

### Formuła Palmer Audi
Dracone rozpoczął karierę w jednomiejscowych samochodach wyścigowych w 2007 roku w Formule Palmer Audi. Startował w tej serii do 2010 roku. Nigdy jednak nie stanął na podium. Najlepsze pozycje Sniegiriow zdobył w Trofeum Jesiennym ("Autumn Trophy") w latach 2007–2008 (odpowiednio 12 i 10 miejsce w klasyfikacji generalnej).

### Brytyjska Formuła 3
Już w pierwszym sezonie startów, w 2009 roku, pokazał się z dobrej strony w klasie narodowej Brytyjskiej Formuły 3. Z dorobkiem 4 podium i 108 punktów uplasował się tuż za podium. W latach 2010–2011 było już dużo gorzej - Rosjanin ukończył mistrzostwa odpowiednio na 18 i 24 pozycji.

### Formuła 2
W Formule 2 Sniegiriow startował w latach 2011–2012. Nie osiągał tam jednak wielkich sukcesów. W 2011 roku z dorobkiem 14 punktów ukończył mistrzostwa na 18 lokacie, zaś rok później zdobył tych punktów 6, co dało mu 15 pozycję w klasyfikacji generalnej.

### Auto GP World Series
W sezonie 2012 Rosjanin wystartował w Auto GP World Series w roli kierowcy wyścigowego zespołu Campos Racig. Po 14 wyścigach zdobył 34 punkty, co uplasowało go na 13 pozycji w klasyfikacji kierowców. Na kolejny sezon startów w serii Maksim przeniósł się do brytyjskiej stajni Virtuosi UK. Z dorobkiem 24 punktów uplasował się tam na trzynastej pozycji w klasyfikacji generalnej.

## Statystyki
| Sezon | Seria                                     | Zespół                 | Wyścigi | PP | Zwycięstwa | Podium | NO | Punkty | Pozycja |
| ----- | ----------------------------------------- | ---------------------- | ------- | -- | ---------- | ------ | -- | ------ | ------- |
| 2007  | Formuła Palmer Audi                       | Audi Russia Motorsport | 20      | 0  | 0          | 0      | 0  | 74     | 19      |
| 2007  | Formuła Palmer Audi - Autumn Trophy       | Audi Russia Motorsport | 6       | 0  | 0          | 0      | 0  | 41     | 12      |
| 2008  | Formuła Palmer Audi                       | Audi Russia Motorsport | 20      | 0  | 0          | 0      | 0  | 137    | 11      |
| 2008  | Formuła Palmer Audi - Autumn Trophy       | Audi Russia Motorsport | 6       | 0  | 0          | 0      | 0  | 42     | 10      |
| 2008  | Brytyjska Formuła Renault (edycja zimowa) | Falcon Motorsport      | 2       | 0  | 0          | 0      | 0  | 10     | 22      |
| 2009  | Brytyjska Formuła 3 - klasa narodowa      | Team West-Tec          | 16      | 0  | 0          | 0      | 4  | 108    | 4       |
| 2009  | Brytyjska Formuła Renault                 | Tempus Sport           | 2       | 0  | 0          | 0      | 0  | 0      | 32      |
| 2009  | Formuła Palmer Audi                       | Audi Russia Motorsport | 1       | 0  | 0          | 0      | 0  | 5      | 33      |
| 2010  | Brytyjska Formuła 3                       | Fortec Motorsport      | 30      | 0  | 0          | 0      | 0  | 1      | 18      |
| 2010  | Formuła Palmer Audi                       | MotorSport Vision      | 7       | 1  | 0          | 0      | 3  | 104    | 13      |
| 2011  | Formuła 2                                 | MotorSport Vision      | 16      | 0  | 0          | 0      | 0  | 14     | 18      |
| 2011  | Brytyjska Formuła 3                       | Hitech Racing          | 9       | 0  | 0          | 0      | 0  | 2      | 24      |
| 2012  | Auto GP World Series                      | Campos Racing          | 14      | 0  | 0          | 0      | 0  | 34     | 13      |
| 2012  | Formuła 2                                 | MotorSport Vision      | 12      | 0  | 0          | 0      | 0  | 6      | 15      |
| 2013  | Auto GP World Series                      | Virtuosi UK            | 16      | 0  | 0          | 0      | 0  | 24     | 13      |